# プロアントシアニジン
プロアントシアニジン（英：proanthocyanidin）は、様々な植物に含まれるポリフェノールの一種である。プロアントシアニジンは、植物界において植物の葉、果実、樹皮、材などに広く分布しており、非常に多くの種類が存在する。フラバン-3-オール（flavan-3-ol）のフラバン骨格の炭素同士がC-C結合などによって結合したものであり、塩酸のような無機酸で加熱することによってC-Cなどの結合が切れてアントシアニジン（anthocyanidin）を生じるものとして知られている。生化学的には、多種多様な植物から得られるプロアントシアニジンの研究において、さまざまな生理活性を有することが報告されている。

## 名称の由来
1835年にMarquartは、ドイツの国花である青いヤグルマギクの花弁の青色は花青素によって引き起こされており、この花青素をアントシアニンと称することを提案した 。これが「アントシアニン（anthocyanin）」の起源である。その後、1914年にWillstätter とEverestによって「アントシアニンの研究：第1報ヤグルマギクの色素」と題する論文で、ヤグルマギクの青い花弁からアントシアニンとして赤色のシアニン塩化物が結晶として単離され、その加水分解物として糖と色素のシアニジン（cyanidin）とが得られ、このシアニジン（アグリコン）をアントシアニジン（anthocyanidin）と命名した  。
1920年にRosenheim は、ブドウの若い葉に含まれるアントシアニンについての研究を行い、アントシアニジンであるオエニジン（Oenidin）を単離し、またこれとは別に、無色でありながら塩酸で熱することにより赤色のアントシアニンを生成する物質が存在することを発見し、このアントシアニンの前駆物質をロイコアントシアニン（leucoanthocyanin）と命名することを提案した 。このロイコアントシアニンについての研究は、その後Robinson 夫妻による精力的なアントシアニンの研究の一環として1933年に「ロイコアントシアニンの分布についてのノート」として発表された。それによると、多岐にわたる45種の植物のさまざまな部位からロイコアントシアニンの抽出が行われ、それを塩酸で熱することによりアントシアニジンが生成されることを示し、このロイコアントシアニンが植物界に広く分布していることを明らかにした 。
これら一連の研究から、1960年にFreudenberg とWeinges は、“このロイコアントシアニンのように無色でありながら塩酸のような無機酸で熱することで赤いアントシアニジンを生成する物質をプロアントシアニジンと命名する”ことを提案した 。これが、プロアントシアニジンの起源である。
なお、このプロアントシアニジンは、1962年にFreudenberg とWeingesがフラバン-2,3ジオール、-3,4ジオール、-2,3,4トリオールあるいはそれらの配糖体などの物質に与えた名称であった 。しかし、1965年には、WeingesとFreudenberg がクランベリーとコーラナッツから縮合型プロトアントシアニジン（二量体のプロアントシアニジン）を単離して、それを塩酸で処理すると1分子のアントシアニジンと1分子のカテキンが生成されるメカニズムを明らかにした 。
現在では、プロアントシアニジンとは、フラバン-3-オール（flavan-3-ol）のフラバン骨格の炭素同士がC-C結合などによって結合した二量体（dimer）、三量体（trimer）、オリゴマー（oligomer）、ポリマー（polymer）などであり、塩酸のような無機酸で加熱することによってC-Cなどの結合が切れてアントシアニジンを生じるものとして定義されている 。

## 分布
プロアントシアニジンは、生理活性を有し、体内に吸収されて利用される高分子であり、プロシアニジン（procyanidin）、プロデルフィニジン（prodelphinidin）などの縮合型フラバン-3-オールのグループに属し、特に、リンゴや、モリシマアカシア樹皮 、フランス海岸松樹皮やその他の松やシナモン 、ココア豆、ブドウ種子、ブドウ皮 、ヨーロッパブドウの赤ワインなどの多くの植物に含まれている。
その中でも特にカテキン類（catechins）の二量体あるいは三量体のものは、オリゴマープロアントシアニジン（OPC）と呼ばれる。OPCは多くの植物に含まれており、一般的に人の食物にも含まれている。特に紫や赤色の植物の皮、種に多く含まれている 。ブドウ種子や皮、ココア、ナッツ、スモモ、シナモン 、モリシマアカシア樹皮 、フランス海岸松やその他の松の樹皮に含まれている。OPCは、ブルーベリー、クランベリー 、アロニア 、サンザシ、ローズヒップ、シーバックソーン にも含まれている。
| 食品名                       | プロアントシアニジンの合計 |
| ---------------------------- | -------------------------- |
| ブルーベリー                 | 179                        |
| イチゴ                       | 145                        |
| さくらんぼ                   | 8                          |
| ぶどう(赤)                   | 61                         |
| リンゴ(フジ)                 | 69                         |
| もも                         | 67                         |
| なし                         | 31                         |
| バナナ                       | 4                          |
| モロコシ (sorghum)           | 1919                       |
| うずら豆 (pinto beans、生)   | 796                        |
| うずら豆 (pinto beans、茹で) | 26                         |
| あずき (small red beans)     | 456                        |
| 金時豆 (red kidney beans)    | 563                        |
| アーモンド                   | 184                        |
| くるみ                       | 67                         |
| ピーナッツ(煎り)             | 15                         |
| カシューナッツ               | 8                          |
| ミルクチョコレート           | 192                        |
| 赤ワイン                     | 313                        |
| グレープジュース             | 524                        |
| シナモン                     | 8108                       |

## 代表的なプロアントシアニジンの生理活性

### アカシア樹皮抽出物
アカシアの樹皮抽出物に含まれるポリフェノール（polyphenol）は、ポリフラボノイド（polyflavonoid）やそれらの前駆体から構成されている。ポリフラボノイドは分子量300から3000の化合物で構成されている プロアントシアニジンである。また商業的に製造されているプロアントシアニジン含有抽出物のひとつにモリシマアカシア（Acacia mearnsii　 De Wild.）の樹皮から熱水抽出物がある。その主要成分は縮合型タンニン（condensed tannin）と言われるポリフェノールであり、フィセチニドール（fisetinidol）、ロビネチニドール（robinetinidol）、カテキン（catechin）、ガロカテキン（gallocatechin）といったフラバン-3-オールを主としたフラボノイド（flavonoid）から構成されている 。プロアントシアニジンを含有するアカシア樹皮抽出物は、抗酸化活性 、抗ガン作用 、抗菌作用   、抗酵素阻害（リパーゼ阻害  、α-アミラーゼ阻害  、グルコシダーゼ阻害 ）、抗糖尿と抗肥満作用 などを有することが報告されている。またヒト臨床試験でも、安全性  、食後血糖上昇抑制  などが報告されている。2017年に、アカシア樹皮由来プロアントシアニジンを機能性関与成分として食後血糖値の上昇を穏やかにする機能がある機能性表示食品に届出がなされている 。

### ブドウ種子抽出物
ブドウ種子抽出物にはプロアントシアニジンが含まれ、抗酸化活性 、動脈硬化抑制作用 、心臓保護作用 、抗ガン作用 などを有することが報告されている。ブドウ種子抽出物にはプロアントシアニジンが含まれ、食品添加物用酸化防止剤への応用、機能性食品素材への応用、末端健康食品への利用、化粧品への応用などの用途が検討されている 。

### 松樹皮抽出物
フランス海岸松（Pinus pinaster）樹皮はフラボノイド、カテキン、プロアントシアニジンといったポリフェノール類の抽出原料にも使用される。ピクノジェノールと呼ばれるフランス海岸松（Pinus pinaster）樹皮の商標になっている抽出物であるプロアントシアニジンは、''in vivo''において多くの基礎研究がある 。2012年に、ピクノジェノールの臨床試験のメタ解析がなされ、「最新の研究では、慢性的な疾患の治療に使われるプロアントシアニジンを支持するには不十分である。この治療の価値を高めるためには、よりよいデザイン、適切な数でのトライアルが求められる。」 と報告されている。

### ワイン
プロアントシアニジンは、動脈性心疾患のリスク評価や全死亡率を下げる研究のある赤ワインに含まれるポリフェノールである 。タンニン（tannin）とともに、赤ワインの香りや風味、渋みなどに影響を与えている  。赤ワインには、フラバン-3-オール（カテキン類）を含む総OPC量は、相当高いもので117mg/Lであり白ワインでは9mg/Lである 。

## 化学

### 定量分析方法
DMACA法
DMACA法ではC8位の炭素にDMACA 1分子が結合し、プロアントシアニジンの分子数が分かる。
ブタノール塩酸法
熱酸溶液中で、プロアントシアニジンをアントシアニジンヘ分解し、プロアントシアニジンのモノマーの数が分かる。

#### フォリン-デニス法（Folin-Denis）
フェノール性水酸基がアルカリ性でリンタングステン酸、モリブデン酸を還元して生ずる青色を700-770nmなどで比色定量する方法である。

#### フォリン-チオカルト法(Folin-Ciocalteu)
フォーリン試薬がフェノール性水酸基により還元されて呈色するのを比色定量する方法である。

#### ゲル浸透クロマトグラフィー法（Gel permeation chromatography (GPC)）
モノマーから高分子のプロアントシアニジンまでの分子量分布の測定である 。

### 構造決定分析方法
HPLC（High-performance liquid chromatography）とMS（Mass Spectrum）の分析によって構造決定がなされる 。